# Spilosoma immarginata
Spilosoma immarginata là một loài bướm đêm thuộc phân họ Arctiinae, họ Erebidae.